# 日本ジェットスポーツ連盟
日本ジェットスポーツ連盟（にほんジェットスポーツれんめい、JAPAN JET SPORTS FEDERATION、略称：JJSF）は、ジェットスポーツに関する様々な業務を取り扱う日本のスポーツ団体。任意団体で、国際ジェットスポーツ協会、国際モーターボート連盟に加盟している。主な事業として、国内で行われる水上オートバイなどの様々なジェットスポーツの公認を行っている。

## 会員
水上オートバイレーサーライセンス・審判員資格は会員以外取得出来ない。

## 大会
- ジェットスポーツ全日本選手権シリーズ
- フリースタイル全日本選手権シリーズ

## 公認競技場
- 銚子マリーナ海水浴場（千葉県銚子市）
- 木曽川運動公園（三重県桑名郡）